# 아라키 쇼
아라키 쇼(일본어: 荒木 翔, 1995년 8월 25일~)는 일본의 축구 선수이다.

## 구단 경력
그는 2018년 J2리그의 방포레 고후에 입단했다. 2022년에 천황배 우승을 차지했다.